# Чиманово
Чиманово (пол. Czymanowo) — село в Польщі, у гміні Ґневіно Вейгеровського повіту Поморського воєводства.
Населення — 365 осіб (2011).
У 1975-1998 роках село належало до Гданського воєводства.

## Демографія
Демографічна структура станом на 31 березня 2011 року:
|          | Загалом | Допрацездатний вік | Працездатний вік | Постпрацездатний вік |
| -------- | ------- | ------------------ | ---------------- | -------------------- |
| Чоловіки | 198     | 56                 | 134              | 8                    |
| Жінки    | 167     | 27                 | 120              | 20                   |
| Разом    | 365     | 83                 | 254              | 28                   |